# Pleurothallis crepiniana
Pleurothallis crepiniana är en orkidéart som beskrevs av Célestin Alfred Cogniaux. Pleurothallis crepiniana ingår i släktet Pleurothallis och familjen orkidéer. Inga underarter finns listade i Catalogue of Life.